# Cerodontha iraeos
Cerodontha iraeos är en tvåvingeart som först beskrevs av Jean-Baptiste Robineau-Desvoidy 1851.
Cerodontha iraeos ingår i släktet Cerodontha, och familjen minerarflugor. Arten är reproducerande i Sverige.